# Jackson Township (comté de Callaway, Missouri)
Pour les articles homonymes, voir Jackson Township.
Jackson Township est un township du comté de Callaway dans le Missouri, aux États-Unis,. En 2010, sa population s'élève à 2 150 habitants.

## Source de la traduction
- (en) Cet article est partiellement ou en totalité issu de l’article de Wikipédia en anglais intitulé « Jackson Township, Callaway County, Missouri » (voir la liste des auteurs).